# Rhozale
Rhozale is een geslacht van vlinders van de familie sikkelmotten (Oecophoridae), uit de onderfamilie Oecophorinae.

## Soorten
- R. ampolomitella Viette, 1958
- R. aurea Viette, 1954
- R. fosaella Viette, 1958
- R. lemuriella Viette, 1958
- R. occidentella Viette, 1957
- R. rungsella Viette, 1956
- R. silvestriella Viette, 1956
- R. soaella Viette, 1967
- R. subnivea Viette, 1954
- R. tricolorella Viette, 1958